# Stadsprijs Geraardsbergen 1978
De 47e editie van de Belgische wielerwedstrijd Stadsprijs Geraardsbergen werd verreden op 30 augustus 1978. De start en finish vonden plaats in Geraardsbergen. De winnaar was Ferdi Van Den Haute, gevolgd door Willy Teirlinck en Frank Hoste.

## Uitslag
| Stadsprijs Geraardsbergen 1978 |                     |                               |      |
| Plaats                         | Naam                | Ploeg                         | Tijd |
| Winnaar                        | Ferdi Van Den Haute | Marc Zeepcentrale-Superia-IWC |      |
| 2                              | Willy Teirlinck     | Renault-Gitane-Campagnolo     |      |
| 3                              | Frank Hoste         | IJsboerke                     |      |

1912 · 1913 · 1914–1926 · 1927 · 1928–1932 · 1933 · 1934 · 1935 · 1936 · 1937 · 1938 · 1939 · 1940 · 1941 · 1942 · 1943 · 1944 · 1945 · 1946 · 1947 · 1948 · 1949 · 1950 · 1951 · 1952 · 1953 · 1954 · 1955 · 1956 · 1957 · 1958 · 1959 · 1960 · 1961 · 1962 · 1963 · 1964 · 1965 · 1966 · 1967 · 1968 · 1969 · 1970 · 1971 · 1972 · 1973 · 1974 · 1975 · 1976 · 1977 · 1978 · 1979 · 1980 · 1981 · 1982 · 1983 · 1984 · 1985 · 1986 · 1987 · 1988 · 1989 · 1990 · 1991 · 1992 · 1993 · 1994 · 1995 · 1996 · 1997 · 1998 · 1999 · 2000 · 2001 · 2002 · 2003 · 2004 · 2005 · 2006 · 2007 · 2008 · 2009 · 2010 · 2011 · 2012 · 2013 · 2014 · 2015 · 2016 · 2017 · 2018 · 2019 · 2020 · 2021 · 2022